# Reguła Pauliego
Reguła Pauliego (zwana też zakazem, zasadą lub prawem Pauliego) – pojęcie z dziedziny fizyki i chemii, twierdzące, iż prawdopodobieństwo znalezienia pary cząstek o jednakowych liczbach kwantowych w układzie fermionów jest równe zeru. Zaproponowane zostało przez Wolfganga Pauliego w 1925 roku, w celu wyjaśnienia zachowania się fermionów (cząstek o spinie połówkowym), stanowiąc szczególny przypadek ogólniejszego twierdzenia o związku spinu ze statystyką. 
Reguła ta ma wielkie znaczenie w chemii i fizyce atomowej. Szereg fundamentalnych własności materii jest jej wynikiem, gdyż materia jest zbudowana właśnie z fermionów, z których najczęściej spotykane to protony, elektrony i neutrony. 

## Sformułowanie szczególne
W sformułowaniu szczególnym – jeżeli wśród stanów jednocząstkowych {\displaystyle \psi _{1},\psi _{2},\dots ,\psi _{N}} wystąpią choćby dwa jednakowe stany, np. {\displaystyle \psi _{1}=\psi _{2},} to wyznacznik Slatera znika tożsamościowo. 
Zakaz Pauliego w sformułowaniu szczególnym stosuje się ściśle do układu jednakowych fermionów, które nie oddziałują ze sobą. Dla układu jednakowych fermionów, które z sobą oddziałują, ma znaczenie przybliżone. Odgrywa on też ważną rolę przy opisie własności jąder atomowych i atomów, stanowiąc punkt wyjścia dla zasady rozbudowy powłok elektronowych oraz wyjaśnienia okresowości konfiguracji elektronowych atomów.

## Implikacje
Ze sformułowania szczególnego wynikają następujące implikacje:
- tworzenie się struktury orbitalowej poziomów elektronów wszystkich atomów, z której z kolei wynikają wszystkie właściwości chemiczne pierwiastków chemicznych – gdyby reguła Pauliego nie obowiązywała dla elektronów, to wszystkie przebywałyby na orbitalu 1s każdego atomu, gdyż elektrony położone na tym orbitalu mają zawsze niższą energię w porównaniu z elektronami zajmującymi wszystkie inne orbitale; w takiej sytuacji wszystkie pierwiastki zachowywałyby się jak gazy doskonałe i nie byłoby żadnych przemian chemicznych; każdy orbital może jednak zostać obsadzony przez co najwyżej dwa elektrony różniące się spinem, co stanowi podstawowe prawo mające swe odbicie w układzie okresowym pierwiastków;
- nieprzenikalność cząsteczek przez siebie nawzajem – na skutek działania reguły Pauliego dwa fermiony nie mogą jednocześnie przebywać w tym samym układzie kwantowym, jeżeli znajdują się w tym samym stanie kwantowym; w wielu przypadkach uniemożliwia to występowanie pewnych konfiguracji przestrzennych orbitali blisko położonych atomów czy cząsteczek; w związku z tym atomy nie mogą przenikać się nawzajem w dowolny sposób, a w momencie zderzenia dwóch atomów dochodzi albo do ich połączenia w związek chemiczny, albo sprężystego odbicia.